# Cross-platform-overstap

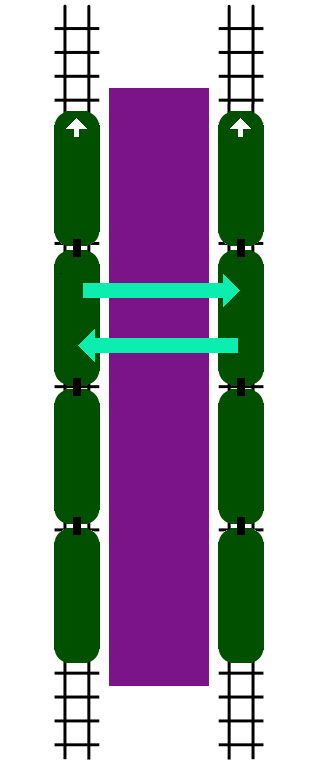
Schematische weergave

Een cross-platform-overstap is een overstapmogelijkheid tussen treinen aan weerszijden van hetzelfde eilandperron. Hierbij kan het zowel gaan om een overstap tussen gelijke vervoermiddelen (bijvoorbeeld van trein naar trein), als om een overstap tussen verschillende middelen van transport (bijvoorbeeld van trein naar metro of andersom). Meestal bestaat een dergelijke overstap in één rijrichting. In het ideale geval arriveren en vertrekken de aansluitende diensten op hetzelfde tijdstip, zodat reizigers niet hoeven te wachten en er tegelijkertijd een wederzijdse overstap mogelijk is. De term cross-platform werd voor het eerst gebruikt in de metro van Londen.
Een cross-platform-overstap kan alleen bestaan op stations met eilandperrons. Gelijk vertrekken en aankomen is enkel mogelijk indien er per rijrichting minstens twee sporen aanwezig zijn. Aangezien metrolijnen veelal over een gescheiden infrastructuur beschikken wordt in metrosystemen makkelijk aan deze voorwaarde voldaan. Een voorbeeld hiervan is het Brusselse metrostation Beekkant, maar ook in andere metronetten wordt het principe toegepast.
In het spoorwegverkeer kan een cross-platform-overstap gerealiseerd worden tussen (gedeeltelijk) parallel lopende spoorlijnen. In Nederland bestaat een dergelijke overstapmogelijkheid bijvoorbeeld op de stations Eindhoven Centraal ('s-Hertogenbosch-Roermond en Breda-Venlo v.v.), Leiden Centraal, Utrecht Centraal en Amersfoort Centraal (Utrecht-Zwolle en Amsterdam-Apeldoorn v.v.)

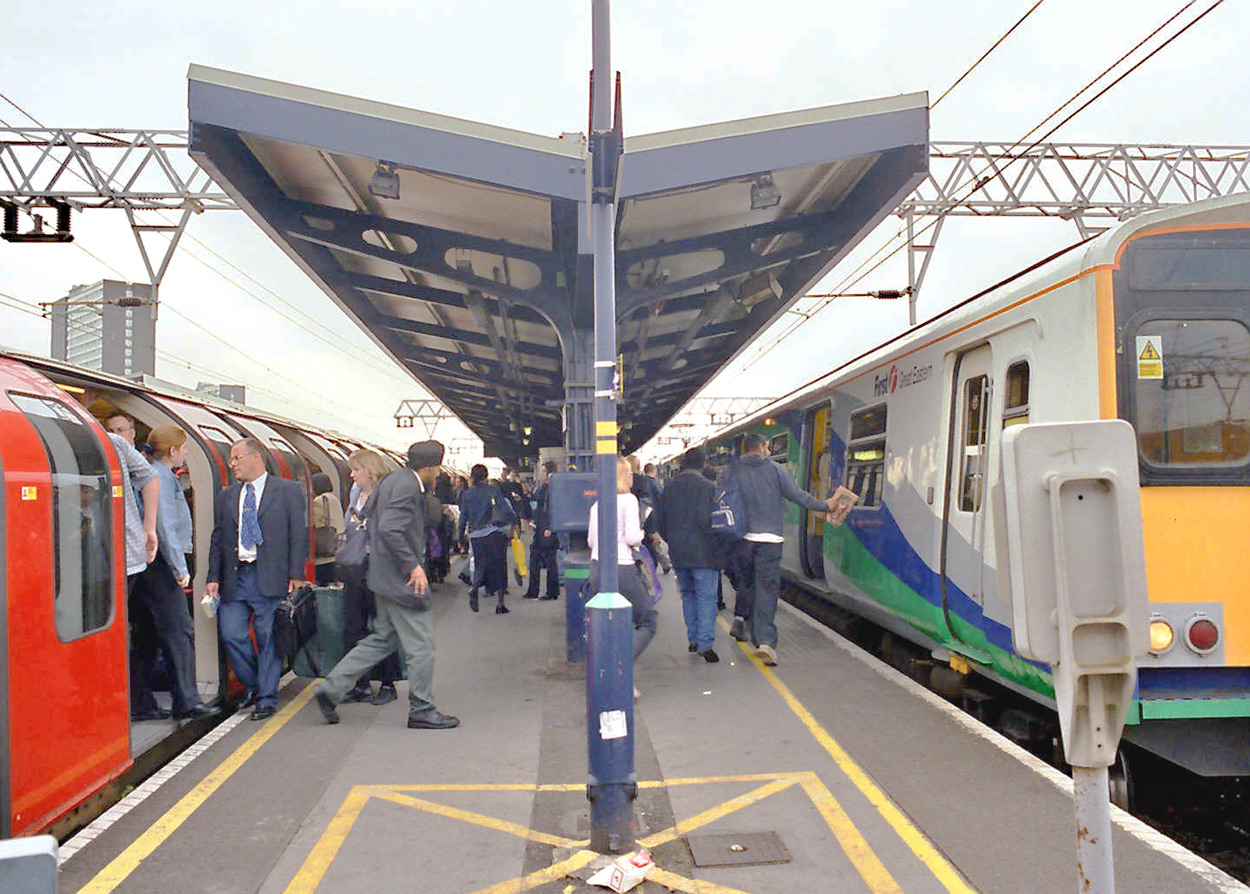
Cross-platform-overstap tussen metro en trein in station Stratford, Londen

Om een cross-platform-overstap tussen verschillende vervoermiddelen mogelijk te maken kunnen de sporen van het ene systeem tussen de sporen van het andere gelegd worden, zoals het geval is bij de Amsterdamse metro op de stations Amsterdam Amstel en Duivendrecht of in het Berlijnse S-Bahn- en metrostation Wuhletal. In station Amsterdam RAI bestond tot de ombouw ten behoeve van de verlenging van de zuidtak in 1991 een unieke cross-platform-overstap tussen de tram (lijn 4) en stoptreinen naar Schiphol. Sinds 1 juli 1998 bestaat een dergelijke overstap tussen de kusttram en de spoorwegen in het station van De Panne.
Als voertuigen aan de ene zijde van het perron bestemmingen gemeenschappelijk hebben met voertuigen aan de andere zijde is een voordeel van de cross-platform-situatie dat een reiziger die van zo'n station vertrekt de eerste de beste trein kan nemen, en dus gemiddeld korter hoeft te wachten (mits het plaatsbewijs dit toestaat).

## Op hetzelfde spoor
Een overstap op hetzelfde perron is ook mogelijk tussen twee korte treinen die achter elkaar op hetzelfde spoor staan. Meestal zijn de treinen dan gescheiden door een kruiswissel, dat ongeveer 60 meter lang is. Daarbij komt nog de afstand van de deur waardoor een reiziger uitstapt en het uiteinde van de trein, zodat de loopafstand 100 meter of meer kan zijn. Dat is veel meer dan de breedte van het perron. Voor een dergelijke overstap moet dan ook meer tijd worden genomen dan voor een cross-platform-overstap.

## OV-chipkaartlezers
Ten behoeve van een cross-platform-overstap in Nederland, anders dan tussen twee NS-treinen, staan er, voor zover van toepassing, OV-chipkaartlezers van de twee vervoerders op het perron, om bij overstappen bij de ene uit te checken en bij de andere in te checken. Dit biedt ook de mogelijkheid om in de hiervoor genoemde situatie pas bij het zien aankomen van het vervoermiddel de vervoerder te kiezen en dienovereenkomstig in te checken.
Op station Den Haag Centraal was er een perron met aan de ene kant een NS-spoor en aan de andere kant een spoor van RandstadRail. Hier werd de potentiële cross-platform-overstap niet gerealiseerd: in verband met de komst van NS-poortjes worden beide kanten van het perron gescheiden door een hek.

## Internationaal
In het grensstation Hendaye komen de Spaanse en Franse treinen aan weerszijden van het perron, zodat er een cross-platform-overstap mogelijk was. Voor de invoering van Schengen werd hier echter geen gebruik van gemaakt. Er stond een hek in de lengte van het perron. Reizigers moesten door de tunnel naar het hoofdgebouw lopen voor de grenscontrole en door een andere tunnel terug naar hetzelfde perron, aan de andere kant van het hek.